# Fort Worden Historical State Park
Der Fort Worden Historical State Park ist ein State Park im US-Bundesstaat Washington. Der Park liegt auf dem Gelände der ehemaligen Küstenbefestigung Fort Worden.

## Geographie
Der 175 Hektar große Park liegt auf einer Klippe an der Nordspitze der Quimper Halbinsel, einem Teil der Olympic-Halbinsel. Im Süden grenzt er unmittelbar an die Stadt Port Townsend. Die Landzunge Point Wilson im Nordosten des Parks bildet die Grenze zwischen der Juan-de-Fuca-Straße und dem Admiralty Inlet, der Hauptzufahrt in den Puget Sound. Der Park verfügt über drei Kilometer Küstenlinie. Höchste Erhebung im Park ist der über 70 Meter hohe Artillery Hill.

## Geschichte
Fort Worden gehörte zusammen mit Fort Casey und Fort Flagler zu einem Küstenbefestigungssystem, das ab den 1890er Jahren errichtet wurde, um die Einfahrt in den Puget Sound und damit zu den Städten Seattle, Tacoma und Everett sowie zum Puget Sound Naval Shipyard in Bremerton zu verteidigen. Die Festung diente als Küstenfort und als Ausbildungslager und wurde 1953 aufgegeben. Am 1. Juli 1957 kaufte der Staat Washington die Anlage und richtete in den Gebäuden ein Heim für schwer erziehbare Jugendliche ein. Das Heim wurde 1971 geschlossen, 1973 wurde das Gelände der Washington State Parks und Recreation Commission zur Einrichtung einer Tagungsstätte und eines State Parks übergeben. Am 18. August 1973 wurde die Anlage als State Park und Konferenzzentrum eröffnet. Der Park wird von den Friends of Fort Worden unterstützt, einem gemeinnützigen Förderverein, der auch den Souvenirladen im Besucherzentrum betreibt.

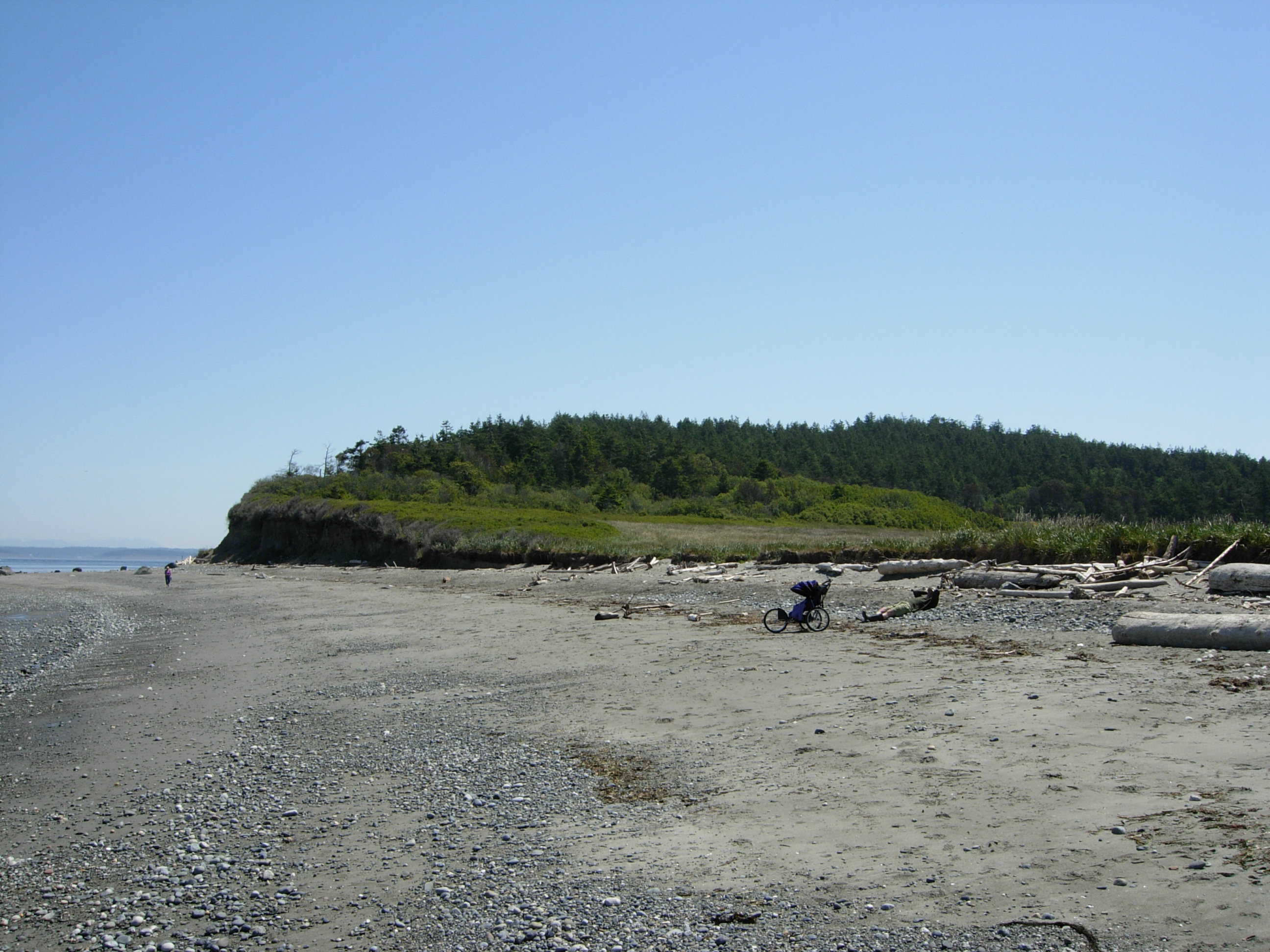
North Beach im Fort Worden State Park, im Hintergrund der Artillery Hill

## Touristische Einrichtungen

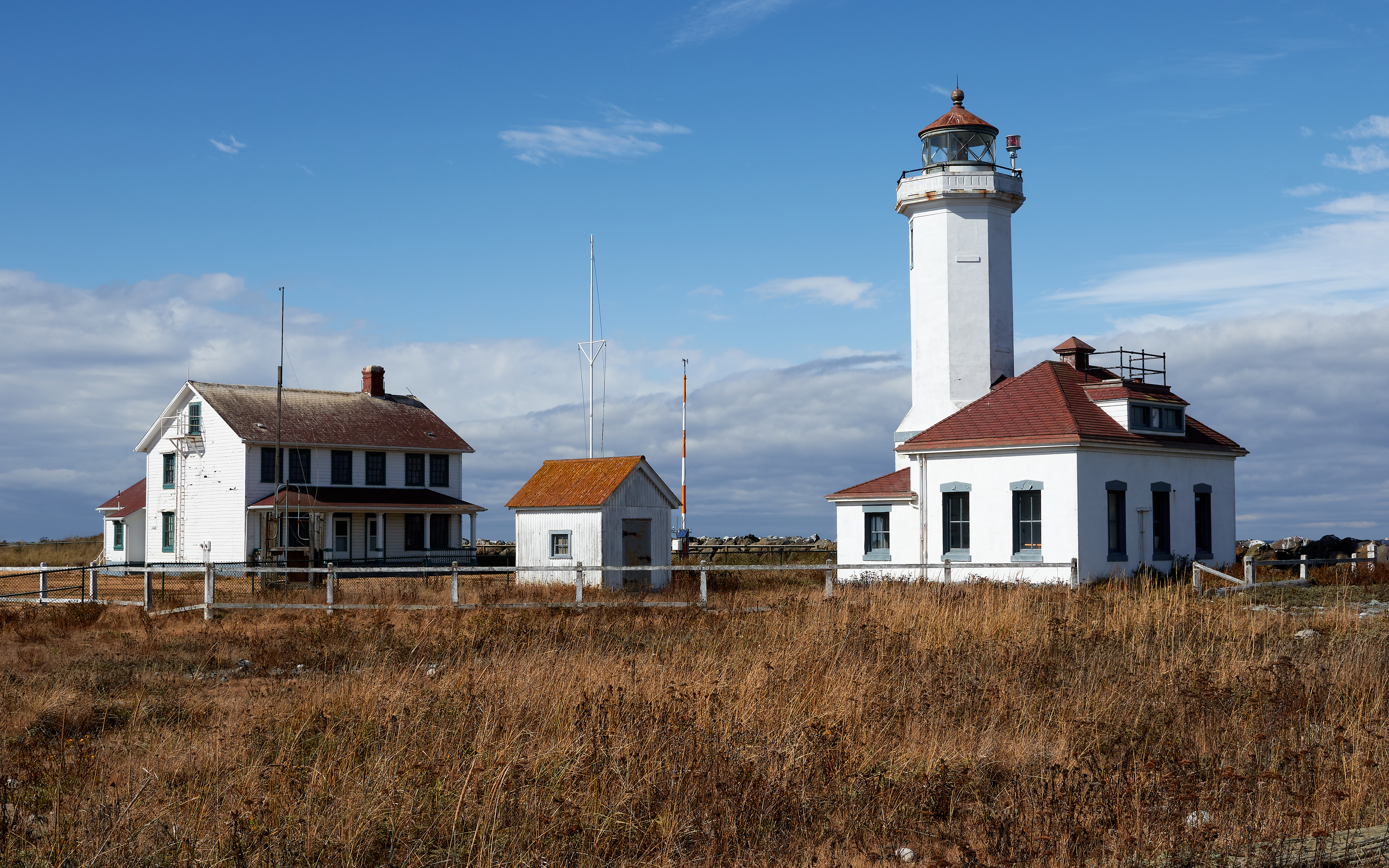
Point Wilson Light Station wurde 1879 in Betrieb genommen und ist seit 1976 im Automatikbetrieb

Fort Worden dient heute als State Park und Tagungszentrum. Der Besuch des Parks ist gebührenpflichtig. Zahlreiche historische Gebäude von der ehemaligen Festung sind noch erhalten. Ein Teil von ihnen dient als Tagungsraum oder als Unterkünfte für die Gäste der Tagungsstätte. Das Tagungszentrum bietet Seminar- oder Vortragsräume sowie Unterkünfte für Gruppen von 10 bis 300 Personen. Neben den Gästehäusern des Tagungszentrums gibt es noch zahlreiche andere Übernachtungsmöglichkeiten im Park:
- Einige der ehemaligen Offiziershäuser können gemietet werden.
- Als Ferienhaus kann auch Alexander’s Castle gemietet werden, ein 1883 erbautes, burgartiges Privathaus aus der Vor-Festungsära.
- Ein ehemaliges Kasernengebäude dient als Jugendherberge.
- Der Park verfügt mit dem Beach Campground am Point Wilson und dem oberen, bewaldeten Zeltplatz über zwei Campingplätze mit insgesamt 80 Stellplätzen.

Das Besucherzentrum des Parks befindet sich im ehemaligen Wachhaus, in dem auch ein Souvenirladen untergebracht ist. Der ehemalige Ballonhangar dient als Veranstaltungssaal für bis zu 350 Personen. 

Das ehemalige Wohnhaus des Festungskommandanten dient heute als Museum. Das großzügige Haus wurde 1904 fertiggestellt und gibt einen Einblick in die gehobene Wohnkultur einer höheren Offiziersfamilie gegen Ende des viktorianischen Zeitalters.

Das Puget Sound Coast Artillery Museum im Park wurde 1976 von Veteranen der Küstenartillerie gegründet und stellt Uniformen, Karten, Modelle, Fotografien und andere Ausstellungsstücke zur Geschichte der Küstenbefestigungen am Puget Sound aus. Von den Festungsanlagen sind zahlreiche Bunker und betonierte Geschützstellungen erhalten. Die Bunker sind zwar teilweise mit Bäumen und Sträuchern bewachsen, die Innenräume können jedoch besichtigt werden. Die Geschütze selbst sind demontiert worden.

Am ehemaligen Anlegeplatz der Festung befindet sich in einem historischen Gebäude das Port Townsend Marine Science Center. Dieses Museum bietet Naturkunde zum Anfassen und veranschaulicht in Meerwasserbecken das reichhaltige Leben an der Küste und in den Gewässern des Puget Sound. Das Museum bietet Informationsveranstaltungen und naturkundliche Strandspaziergänge an.

Der Leuchtturm am Point Wilson dient noch als Schifffahrtssignal und kann nicht besichtigt werden.

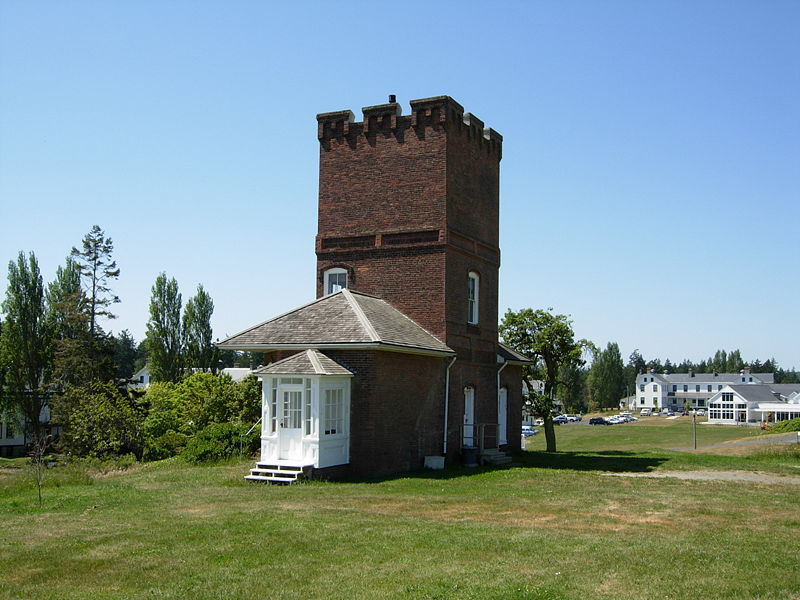
Alexander’s Castle

Durch den Park führen 18 Kilometer Fuß- und Radwege. Das Tagungszentrum und der Park verfügen verfügt über Tennisplätze, ein Ballspielfeld und zahlreiche Picknickplätze. An der Küste gibt es zwei Bootsrampen und eine über 70 Meter lange Bootsanlegestelle. Kajaks, Fahrräder, Tennisausrüstung und andere Sportausrüstung können im Park gemietet werden. Südlich von Point Wilson befindet sich ein Unterwasserpark für Sporttaucher.

## Fort Worden State Park im Film
1982 dienten die ehemaligen Kasernen und Bunker im Park als Kulisse für die Dreharbeiten des Films Ein Offizier und Gentleman.